# Can't Get Enough (musikalbum av Barry White)
Can't Get Enough är ett musikalbum av Barry White som utgavs i augusti 1974. Albumet var hans tredje studioalbum och innehåller två av hans kändaste singelhitlåtar, "Can't Get Enough of Your Love, Babe" och "You're the First, the Last, My Everything". Den förstnämnda blev singeletta i USA, och den sistnämnda nådde förstaplatsen i Storbritannien.
Albumet blev medtaget i magasinet Rolling Stones lista The 500 Greatest Albums of All Time.

## Låtlista
(kompositör inom parentes)
1. "Mellow Mood (Pt. I)" (Barry White, Tom Brock, Robert Taylor) - 1:53
2. "You're the First, the Last, My Everything" (Barry White, Tony Sepe, Peter Sterling Radcliffe) - 4:37
3. "I Can't Believe You Love Me" (Barry White) - 10:23
4. "Can't Get Enough of Your Love, Babe" (Barry White) - 4:31
5. "Oh Love, Well We Finally Made It" (Barry White) - 3:54
6. "I Love You More Than Anything (In This World Girl)" (Barry White) - 5:02
7. "Mellow Mood (Pt. II)" (Barry White, Tom Brock, Robert Taylor) - 1:23

## Listplaceringar
| Lista (1974-1975) | Position               |
| ----------------- | ---------------------- |
| Australien        | 28 (Kent Music Report) |
| Danmark           | 11 (DR Top 20)         |
| Finland           | 24                     |
| Frankrike         | 2                      |
| Kanada            | 2 (RPM)                |
| Norge             | 9 (VG-lista)           |
| Storbritannien    | 4 (UK Albums Chart)    |
| USA               | 1 (Billboard 200)      |
| Västtyskland      | 5                      |
| Österrike         | 4                      |